# Devon White
Devon Markes Whyte, surtout connu sous le nom Devon White, est un ancien joueur professionnel de baseball né le 29 décembre 1963 à Kingston en Jamaïque.
Joueur étoile à la position de voltigeur de centre, Devon White évolue dans la Ligue majeure de baseball de 1985 à 2001. Il est après Chili Davis le deuxième Jamaïcain à jouer dans les majeures. White s'aligne avec les Angels de la Californie de 1985 à 1990, les Blue Jays de Toronto de 1991 à 1995, les Marlins de la Floride en 1996 et 1997, les Diamondbacks de l'Arizona en 1998, les Dodgers de Los Angeles en 1999 et 2000, et les Brewers de Milwaukee en 2001. Il remporte la Série mondiale avec les Blue Jays en 1992 et 1993, puis avec les Marlins en 1997. Trois fois invité au match des étoiles (en 1989, 1993 et 1998), son jeu défensif est récompensé par un Gant doré à 7 reprises (lors des saisons 1988 et 1989, puis de 1991 à 1995).

## Carrière
En 1 941 matchs joués en 17 ans dans le baseball majeur, ce frappeur ambidextre a maintenu une moyenne au bâton de ,319 et une moyenne de présence sur les buts de ,419. Il compte 1 934 coups sûrs dont 378 doubles, 71 triples et 208 circuits. Il cumule 346 buts volés, 1 125 points marqués et 846 points produits. 
Pour les Angels de la Californie le 9 septembre 1989, White frappe un simple face aux Red Sox de Boston pour ensuite successivement voler le deuxième but, le troisième et le marbre. Il est l'un des quelques joueurs (et le premier des Angels) à marquer à la suite de trois vols consécutifs de cette manière. Les 4 buts volés qu'il réussit au total dans cette rencontre contre Boston représente le record en un seul match par un joueur des Angels,.
En 49 matchs de séries éliminatoires, il élève sa moyenne au bâton à ,296 et récolte 56 coups sûrs, dont 3 circuits, 20 points produits et 7 buts volés. Il s'illustre particulièrement lors de 6 matchs de la Série de championnat de la Ligue américaine de baseball 1993 avec 12 coups sûrs et une moyenne au bâton de ,444 pour Toronto face aux White Sox de Chicago. 
Le 20 octobre 1992 à Toronto, lors du 3e match de Série mondiale entre les Blue Jays et les Braves d'Atlanta, White réalise au champ centre un attrapé spectaculaire qui attire des comparaisons avec le célèbre attrapé de Willie Mays en Série mondiale 1954. Après avoir en sautant attrapé la balle frappée par David Justice, il donne contre la clôture et retourne la balle à l'avant-champ pour une séquence qui aurait dû donner aux Blue Jays un très rare triple jeu. L'action se termine cependant sur un double jeu, l'arbitre Bob Davidson ayant par erreur (admise après le match) déclaré un coureur des Braves sauf alors qu'il avait été retiré.

## Vie personnelle
Devon Whyte voit le jour en Jamaïque et sa famille émigre aux États-Unis alors qu'il est âgé de 9 ans. Son nom de famille à la naissance est Whyte, mais devient « White » à la suite d'une erreur survenue sur les documents d'identification lors de l'immigration. En 2003, il change officiellement son nom pour son orthographe originelle, « Whyte », puisque ses enfants ont pris l'habitude de l'écrire de cette façon. 
Durant sa carrière de joueur, il est surnommé « Devo ».
Sa fille Davellyn Whyte est une joueuse de basket-ball ayant évolué pour les Wildcats de l'université de l'Arizona et les Stars de San Antonio de la WNBA.